# Compañía Colombiana Automotriz
La Compañía Colombiana Automotriz était un constructeur-assembleur automobile basé à Bogota en Colombie. 
Cette société a été créée au début des années 60 sous le nom de « Lara Leonidas e Hijos » pour l'assemblage de Jeep Willys. En 1968, un accord de licence est signé avec Peugeot qui sera vite abandonné dès 1969.

## Histoire de l'industrie automobile en Colombie

### Les débuts
Les premières automobiles ont été importée en 1905 par le général Rafael Reyes, alors Président de la Colombie. C'était des voitures Fiat, type 501. En 1920, Vicente Buraglia Fiorenzano et son frère, Blas Buraglia Fiorenzzano, deux immigrants du sud de l'Italie, fondent la société Limogni, Buraglia & Co.. L'objet de leur société était l'importation et la commercialisation de vins et vêtements italiens. Ils décident également de représenter officiellement la marque F.I.A.T. en Colombie. Cinq ans plus tard, ils fondent l'Agence Fiat et commercialisent les modèles FIAT 501, 510 et 519 en version châssis motorisé à faire carrosser ou en voiture complète, prête à rouler, comme le voulait la coutume de l'époque,. 
La plupart des constructeurs américains ont ensuite ouvert des agences pour commercialiser leurs véhicules. La grande dépression de 1929 fut l'une des causes de l'exode des voitures européennes des marchés d'Amérique du sud comme du nord.

### Après la2eguerre mondiale
À la fin des années 1950, le marché automobile colombien est très restreint et dominé par les modèles américains d'importation. Le gouvernement militaire de Gustavo Rojas Pinilla cherche, dans le cadre du développement du pays, à créer une industrie automobile nationale. 
En 1951, les frères Dugand de Barranquilla prennent les premiers l'initiative d'assembler des voitures Volkswagen et Studebaker en Colombie. Ils créent la société Dugand Hermanos & Cia. Ltda mais doivent rapidement abandonner en raison d'un manque de devises et de soutien du gouvernement qui ne leur délivra pas de licence officielle.
Le 27 juillet 1956, Germán Montoya et ses associés créent la société Comotores - Fábrica Colombiana de Automotores SA. Colmotores sera la première entreprise automobile colombienne d'assemblage à obtenir une licence officielle pour assembler des voitures particulières dans le pays, profitant des exonérations de taxes sur les machines, les outils et les pièces détachées. Le 28 novembre 1956, Colmotores signe un accord avec le constructeur britannique British Motor Corporation pour assembler des modèles Austin en CKD dans une nouvelle usine qui a produit le premier véhicule le 16 février 1962, le Gipsy, un camping-car ressemblant beaucoup au Land Rover Defender. En 1965, le contrat avec Austin est dénoncé et c'est l'américain Chrysler qui est choisi pour ses modèles Dodge Coronet 440 et, à partir de 1969, la Simca 1000 (Simca, ancienne filiale de Fiat est passé dans le giron de Chrysler en 1964).
En 1961, la société Leonidas Lara e Hijos est créée. Elle commence son activité avec l'assemblage des modèles Jeep Willys et Commando et des véhicules utilitaires International dans son usine de Bogota. Mais les dirigeants de la société cherchent comment répondre aux besoins de transport individuels des colombiens de la classe moyenne. Ils signent avec le constructeur yougoslave Zastava, lié au géant italien Fiat, un accord pour l'assemblage sous licence de la Zastava 1300, copie conforme de la Fiat 1300, importée dans le pays par la société Corauto mais dont le prix élevé en limite les ventes. De 1969 à 1976, la voiture est assemblée en CKD avec des kits en provenance directe de Yougoslavie, payés avec du café, troc impossible avec Fiat Italie.
L'année 1969 voit la création de la société SOFASA - Sociedad de Fabricación de Automotores S.A., constituée par la Régie Nationale des Usines Renault et l'Instituto de Fomento Industrial (IFI) le 2 juillet 1969 qui commencera l'assemblage de la R4 le 15 juillet 1970.

## La Compañía Colombiana Automotriz
Avant de s'associer directement à Fiat en 1973, la société  Lara Leonidas e Hijoset va changer de dénomination sociale en Compañía Colombiana Automotriz. Avec Fiat Italie et sa filiale argentine Fiat Concord, plusieurs véhicules sont assemblés sous licence, notamment la fameuse Fiat 600 dans ses versions argentines puis yougoslaves Zastava 750, Fiat SpA détenant une participation minoritaire dans la société.
Avec la crise économique de l'Amérique du sud au début des années 80, Fiat décide de se concentrer sur ses autres filiales d'Amérique du sud, Fiat Concord en Argentine et Fiat Automoveïs au Brésil et cède sa participation au japonais Mazda en décembre 1983. « C.C.A. » commence alors à assembler les modèles japonais. Rapidement Mazda rachète des parts dans C.C.A. jusqu'à détenir 100 % du capital de la société. 
C.C.A. a assuré la fabrication locale des Demio / Mazda 2, Mazda3, Mazda B-Series, Mazda6 et Mazda Allegro pour le marché sud-américain.
La production globale de l'année 2007 concerne l'assemblage des modèles Mazda 3, Mazda B-Series, Mazda 6 et Mazda Allegro pour le marché sud-américain, dont son principal acheteur, le Venezuela qui avait importé 12 000 exemplaires durant les neuf premiers mois de l'année, soit plus de 70 % de sa production totale. Mais en octobre 2007, le Venezuela impose un quota aux importations ce qui réduit de 50 % la production de C.C.A. La production 2008 n'a pas dépassé 5 000 exemplaires.
Depuis l'inauguration de l'usine Mazda au Mexique, il y a eu des spéculations sur la fermeture de l'usine d'assemblage en Colombie. La décision tant redoutée de fermeture a été annoncée en début d'année 2014, laissant les 500 salariés sans avenir et mettant fin à la longue histoire industrielle de l'usine. La fermeture de l'usine a été officiellement qualifiée de «pause dans les activités de travail», sans préciser qu'il s'agit bien d'une cessation définitive de l'activité. La date de fermeture effective de l'usine fut le 30 avril 2014.

## Liste des véhicules assemblés
- Wyllys CJ5 (1964-67)
- Wyllys CJ3B (1966-72)
- Peugeot 404 (1968-69) (à peine quelques centaines d'exemplaires)
- Fiat 600
- Zastava 1300 (1969-76)
- Zastava 750Z (1977-84)
- Fiat 128 (1980-83)
- Fiat Polski 125P (1970-80)
- Fiat 147 (1979-84)
- Fiat 147 Panorama (1981-84)
- Fiat OM 70
- Fiat 673N (1973-80)
- Fiat 131 Mirafiori CL 1.6/131 Panorama 1.6 (6.708 ex assemblés 1980-83)
- Mazda 323
- Mazda B-Series
- Mazda T-Series
- Mazda 626
- Mazda Allegro
- Mazda 3
- Mazda 6
- Mazda 2
- Mazda BT-50